# Kamień z Palermo

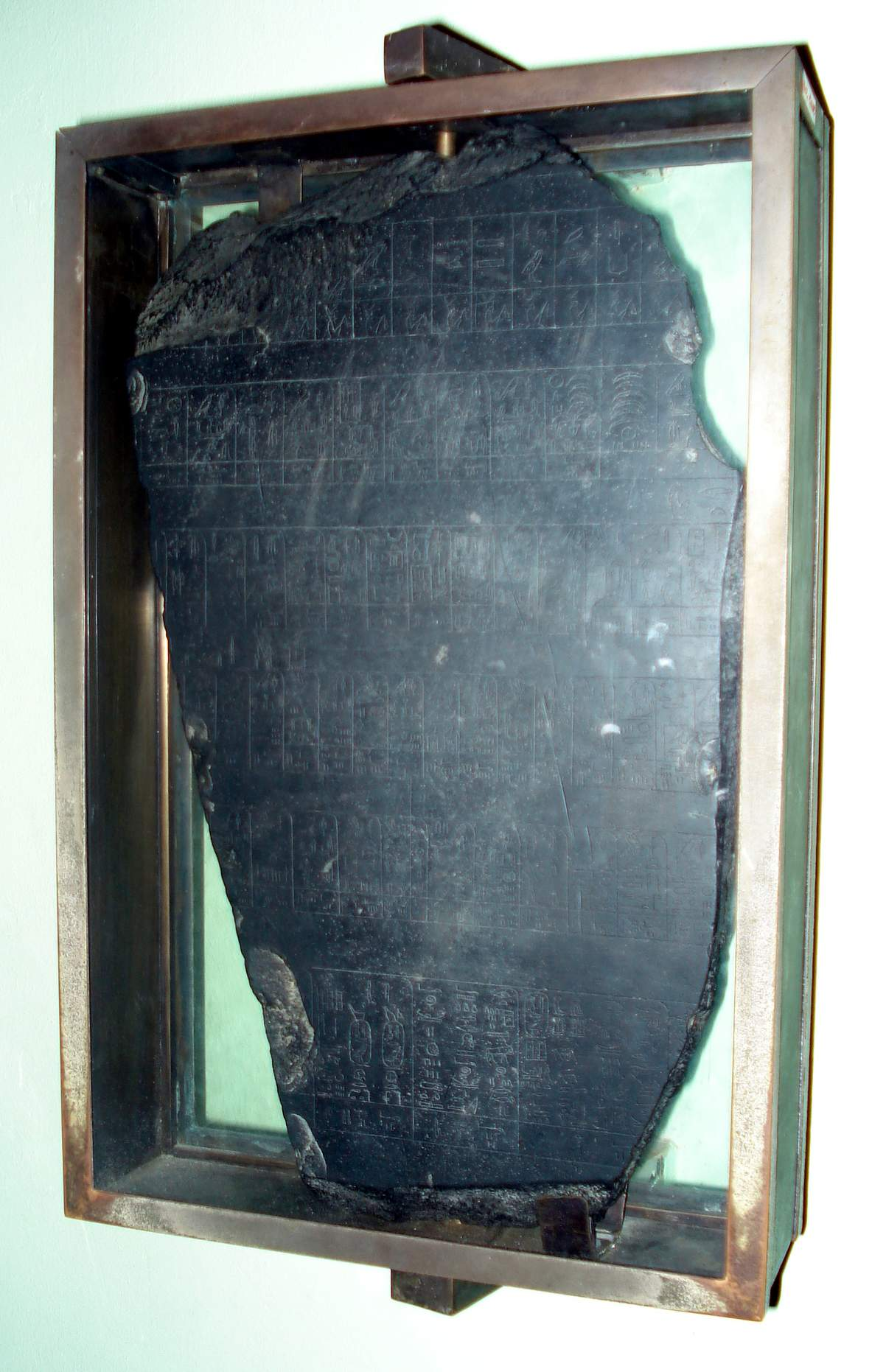
Kamień z Palermo

Kamień z Palermo – fragment steli wykonanej z czarnego bazaltu, zawierającej annały staroegipskie i stanowiącej jedno z najważniejszych źródeł informacji o najstarszych dziejach starożytnego Egiptu z podaną jednocześnie chronologią wydarzeń. 
Niektórzy podejrzewają, że zabytek ten jest najprawdopodobniej kopią steli ustawionej przez faraona Niuserre z V dynastii w Abu Gurab. Kopia ta miała zostać wykonana za panowania króla Szabaki z XXV dynastii (VIII-VII w. p.n.e.). Faktyczne jednak pierwotne miejsce, w którym stela była ustawiona, nie jest znane.
Po obu stronach płyty zapisana jest pismem hieroglificznym lista władców egipskich od czasów predynastycznych do V dynastii (2480-2350 p.n.e.). Imiona podane są na sześciu poziomych pasach podzielonych pionowo na części, a w każdej z nich zawarto także zapisy o najważniejszych wydarzeniach z każdego roku panowania danego władcy, takich jak: święta i ceremonie religijne, pobory podatków, wysokość corocznego wylewu Nilu, spisy bydła, ukończenie budowy monumentów (świątyń, pałaców) czy działania wojenne. 
Pierwotne rozmiary płyty wynosiły ok. 2,2 m długości, 61 cm szerokości i 6,5 cm grubości, jednak jest ona uszkodzona, a wpisy niekompletne. Żaden pas inskrypcji nie zachował się w całości. Jedna strona jest bardzo wytarta, gdyż kamień był przez jakiś czas używany jako próg w drzwiach. 

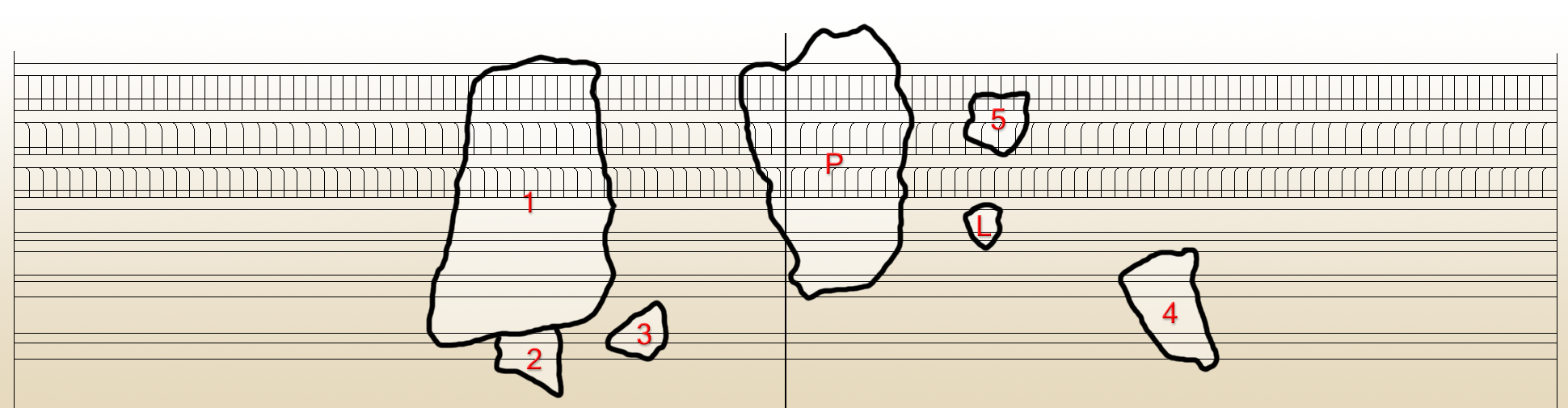
Usytuowanie fragmentów annałów królewskich. P - Kamień z Palermo, 1-5 fragmenty z Muzeum Egipskiego w Kairze, L - fragment londyński

Największy fragment steli znany jest od 1866 r., płytę po odkryciu przewieziono do Włoch, gdzie znajdowała się w prywatnej kolekcji rodziny Gaudanich, zaś od 1877 r. przechowywany jest w Muzeum Archeologicznym w Palermo na Sycylii i od miejsca przechowywania wziął swoją nazwę. Pozostałe, mniejsze spośród siedmiu zachowanych fragmentów przechowywane są w Muzeum Egipskim w Kairze (pięć części ponumerowanych od CF1 do CF5) i Muzeum Petriego w Londynie (jedna część).